# Jeanine Delpech
Pour les articles homonymes, voir Delpech et Beauchamp.
Jeanine Delpech, née Jeanine Louise Nelly Delpech le 1er août 1905 à Évecquemont et morte le 3 juillet 1992 à Paris 7e, est une journaliste, traductrice française, auteur de romans d'amour et de plusieurs romans et ouvrages historiques. Elle a également publié sous le pseudonyme de Jean de Lutry des récits sentimentaux et sous celui de Robert Beauchamp plusieurs romans policiers.

## Biographie

### Famille
Jeanine Louise Nelly Delpech naît en 1905 au château du Prieuré à Évecquemont, d'Edmond Jean Frédéric Marie Delpech, avocat, et Françoise Marie Reine Suzanne Estier, son épouse. En 1925, elle se fiance avec Antoine Goldet, alors élève à l'École normale supérieure. Leur fille Nicole naît l’année suivante et leur fils François en 1929. Après leur divorce, Jeanine se remarie en 1937 avec Robert Tessier.

### Carrière
Licenciée ès lettres de la Faculté de Paris, elle collabore pendant de nombreuses années au journal littéraire et artistique Les Nouvelles littéraires, ainsi qu’à d’autres publications culturelles.
Elle amorce sa carrière littéraire en publiant de nombreux ouvrages historiques, dont plusieurs sur des affaires criminelles ou des escrocs célèbres. Elle donne également quelques romans d’amour pour divers éditeurs, dont Flammarion, parfois signés du pseudonyme Jean de Lutry.
Comme traductrice, elle est notamment l’auteur des textes français du roman Eh bien, ma jolie de James Hadley Chase, de Les Lévriers du sérail de Mary Stewart et du récit biographique d’Ernest Hemingway intitulé Les Vertes Collines d'Afrique. Après son mariage avec Antoine Goldet, elle signe certains de ses textes Jeanine Goldet ou Jeanine Antoine-Goldet. Devenue l'épouse de Robert Tessier, elle signe Louise Nelly Delpech-Teissier.
Sous le pseudonyme de Robert Beauchamp, elle publie une demi-douzaine de romans policiers parus dans les années 1960 aux Presses de la Cité et, dans les années 1970, au sein de la collection Le Masque.
Elle meurt en 1992 à Paris.

## Œuvre

### Romans

#### Romans d'amour
- Les Noces de minuit, Paris, Flammarion, coll. Cœurs, no 18, 1955 ; réédition, Paris, Tallandier, coll. Quatre Couleurs, 1977 ; réédition, Paris, Tallandier, coll. Blason no 15, 1981 ; réédition, Paris, Tallandier, coll. L’arc-en-ciel, 1982
- Le Serpent d’émeraude, Paris, Del Duca, coll. Amour et Aventures, 1957

#### Autres romans d'amour signés Jean de Lutry
- Cendrillon à Hollywood, Paris, Presses de la Cité, coll. Cristal no 5, 1951
- Les Fiancés de Venise, Paris, Presses de la Cité, coll. Romans no 25, 1957
- La Violette et l’Orchidée, Paris, Tallandier, coll. Bibliothèque pervenche no 184, 1958

#### Romans policiers signés Robert Beauchamp
- Flagrant Délire, Paris, Presses de la Cité, Un mystère no 583, 1961
- Les Nymphes d’Auteuil, Paris, Presses de la Cité, Un mystère no 618, 1962
- Six x = zéro, Paris, Librairie des Champs-Élysées, Le Masque no 1169, 1971
- L’Héritière malgré elle, Paris, Librairie des Champs-Élysées, Le Masque no 1195, 1971
- Des nuits trop blanches, Paris, Librairie des Champs-Élysées, Le Masque no 1262, 1973

#### Autres romans
- Les Liens de fumée, Paris, Presses de la Cité, 1947
- Une nuit pour le diable, Paris, Le Livre contemporain, 1960
- Isaline, Paris, Presses de la Cité, 1971 (roman historique)

### Ouvrages historiques
- La Double Mary, reine des voleurs au temps de Shakespeare, Paris, éditions Balzac, 1943
- Louise de Kéroualle, Paris, Flammarion, coll. Visages de l’Histoire, 1949
- L’Âme de la Fronde : Madame de Longueville, Paris, Fayard, coll. Le Temps et les Destins, 1957

Prix Alice-Louis-Barthou 1958 de l’Académie Française
- L’Amour le plus tendre : Le Chevalier de Boufflers et Mme de Sabran, Paris, Perrin, coll. Présence de l’Histoire, 1964
- La Passion de la Marquise de Sade, Paris, Éditions Planète, 1970
- Gentleman jusqu’au crime, Paris, Presses de la Cité, coll. N’avouez jamais, 1972
- La Demoiselle à l’arsenic, Paris, Presses de la Cité, coll. N’avouez jamais, 1973

## Sources
- Jacques Baudou et Jean-Jacques Schleret, Le Vrai Visage du Masque, volume 1, Paris, Futuropolis, 1984, p. 53-54 (Robert Beauchamp)